# Emil Ernst
Emil Ernst (Newark, 6 de junho de 1889 – Münster, 26 de junho de 1942) foi um astrónomo alemão.
Ele fez sua dissertação de Ph.D. em 1918 no Landessternwarte Heidelberg-Königstuhl (obervatório de Königstuhl, perto de Heidelberg) na Universidade de Heidelberg.
Na época, o observatório em Heidelberg era um centro de descoberta de asteróides, sob a direção de Max Wolf. Durante sua passagem lá, Ernst descobriu o asteróide 705 Erminia.